# Johann Georg Buchauer (Zementfabrikant)
Johann Georg Buchauer (* 7. November 1862 in Kufstein; † 7. März 1901 in Ebbs) war ein österreichischer Zementfabrikant.
Buchauer war auch als Amateur auf dem Gebiet der  Paläontologie tätig und beschrieb die bekannte Berriasien-Fauna aus seinen Steinbrüchen von Sebi bei Kufstein. Er überließ der Geologisch-Paläontologischen Abteilung des Naturhistorischen Museum Wien eine Suite von Neokom-Fossilien als Schenkung.

## Veröffentlichungen
- Ein geologisches Profil bei Niederndorf (Kufstein O). In: Jahrbuch der k. k. Geologischen Reichsanstalt. Jahrgang 37, 1887, S. 63–68 (zobodat.at [PDF; 639 kB]).